# 재니스 조플린
재니스 린 조플린(영어: Janis Lyn Joplin, 1943년 1월 19일 ~ 1970년 10월 4일)은 미국의 싱어송라이터이다. 그녀가 활동했던 당시 최고의 여자 록스타 중 한 명이였다. 세 개의 정규 앨범을 발매한 후 헤로인 과다 복용으로 인해 27세의 나이로 사망했다. 사후 3개월 후인 1971년 1월, 네 번째 정규 앨범 Pearl 이 발매되었고 앨범은 다수의 차트에서 1위를 기록했다.
이름을 알리게 된 건 사이키델릭 록 밴드 빅 브라더 앤 더 홀딩 컴퍼니 리드 싱어로서였다. 이후 팀을 떠나 솔로로 활동했으며 코즈믹 밴드, 풀 틸트 부기 밴드와도 활동하기도 했다. 빌보드 1위 곡인 "Me and Bobby McGee" 커버곡을 포함한 다섯 개의 싱글이 빌보드 핫 100에 들었다.
1995년, 로큰롤 명예의 전당에 헌액되었다. 롤링 스톤지 선정 "역사상 가장 위대한 아티스트 100인" 명단에서 2004년에는 46위, 2008년에는 28위를 했다. RIAA 인증, 앨범 1550만 부 이상을 팔면서 미국에서 앨범을 가장 많이 판 음악가 중 한 명으로 남게되었다.

## 음반 목록
- Big Brother and the Holding Company (1967)
- Cheap Thrills (1968)
- I Got Dem Ol' Kozmic Blues Again Mama! (1969)
- Pearl (1971)